# Кертис, Алекса
Алекса Кертис (анг. Alexa Curtis; род. 4 января 2004, Голд-Кост, Квинсленд, Австралия) — австралийская певица, автор песен и актриса. Кертис выиграл «The Voice Kids Australia» в 2014 году. Она выиграла через Team Delta и подписала контракт с Universal Music Australia. Она представляла Австралию на Детском Евровидении 2016. Она заняла 5-е место с 202 очками.

## Ранний период жизни
Кертис родилась 4 января 2004 года в семье новозеландцев . У нее есть старший брат Эйдан. За два года до ее рождения ее семья первоначально жила в Окленде, Новая Зеландия, а затем переехала в Австралию в 2002 году. Она выиграла The Voice Kids Australia в 2014 году и подписала контракт с Universal Music Australia.

## Карьера

### Пение
В 2014 году Алекса была участницей The Voice Kids. Пока все стулья повернулись, она выбрала Team Delta. Она вышла в гранд-финал, где победила. Алекса дважды появлялась в Schools Spectacular 2014 года, сначала выступая со своими коллегами по фильму Voice Kids, а затем выступая в дуэте с победительницей The Voice Аней Ниссен . В том же году она выступила с небольшой группой The Voice Kids на фестивале Vision Australia’s Carols by Candlelight. В 2015 и 2016 годах она выступала в качестве признанного артиста на рождественских гимнах лорд-мэра Брисбена IGA. В 2016 году она спела заглавную песню для шести эпизодов сериала «Суперкрошки» на Cartoon Network Australia.
| Выступления и результаты Voice Kids (2014) | Выступления и результаты Voice Kids (2014) | Выступления и результаты Voice Kids (2014) | Выступления и результаты Voice Kids (2014) |
| Эпизод                                     | Песня                                      | Оригинальный исполнитель                   | Результат                                  |
| ------------------------------------------ | ------------------------------------------ | ------------------------------------------ | ------------------------------------------ |
| Прослушивание                              | «Girl on Fire»                             | Alicia Keys                                | Через боевые раунды                        |
| Боевые раунды                              | «Stop»                                     | Спайс Гёрлз                                | Через синг-офф                             |
| Поединки                                   | «Girl on Fire»                             | Alicia Keys                                | До Гранд Финала                            |
| Грандиозный финал, часть 1                 | «Colors of the Wind».                      | Покахонтас                                 | Передовой                                  |
| Гранд-финал, часть 2                       | «Hero»                                     | Мэрайя Кэри                                | Победитель                                 |

Алекса представляла Австралию на Детском Евровидении 2016. Песня, которую она спела, называлась «We Are». Она заняла пятое место с 202 очками. В 2017 году Алекса исполнила национальный гимн Новой Зеландии на финале чемпионата мира по регби среди женщин на стадионе Suncorp и была признанным артистом Redlands Carols. В 2018 году она выступала в Creative Generation, была гостьей на Toasted TV, выступала в рамках телемарафона Channel 9 и была признанной артисткой Redlands Carols.

## Дискография

### Синглы
| 2014                                                                   | «Playground» | — | N/A |
| 2016                                                                   | «We Are»     |   |     |
| «—» обозначает релизы, которые не попали в чарты или не были выпущены. |              |   |     |

### Гостевые выступления
| Год  | Песня                | Альбом          |
| ---- | -------------------- | --------------- |
| 2014 | «Colors of the Wind» | Голос Дети 2014 |
| 2014 | «Girl On Fire»       | Голос Дети 2014 |